# Terence Hill
Terence Hill (rojen Mario Girotti; 29. marec 1939) je italijanski igralec, filmski režiser, scenarist in producent. Svojo kariero je začel kot otroški igralec, mednarodno slavo pa je pridobil z glavnimi vlogami v akcijskih in komedijah, mnoge z dolgoletnim filmskim partnerjem in prijateljem Budom Spencerjem. Na vrhuncu svoje priljubljenosti je bil Hill med najbolje plačanimi igralci v Italiji.
Njegovi najbolj gledani filmi so komični in standardni špageti vesterni, nekateri temeljijo na priljubljenih romanih nemškega avtorja Karla Maya o Divjem zahodu. Od teh so najbolj znani Kličejo me Trinity (1970) in njegovim nadaljevanjem Trinity je še vedno moje ime (1971). Hill, čigar odrsko ime je bilo produkt reklamnega trika filmskih producentov, je prav tako nadaljeval uspešno televizijsko kariero v Italiji, saj je od leta 2000 igral naslovnega junaka v dolgoletni seriji Rai 1 Don Matteo.

## Zgodnje življenje
Hill se je rodil 29. marca 1939 v Benetkah v Italiji. Hillova mati Hildegard Girotti (rojena Thieme) je bila Nemka iz Dresdna; njegov oče Girolamo Girotti je bil Italijan in po poklicu kemik.
Hill je v otroštvu živel v mestecu Lommatzsch na Saškem. Tam je bil do konca druge svetovne vojne (1943–1945) in preživel Bombardiranje Dresdna.

## Kariera

### Otroški igralec
Italijanski filmski ustvarjalec Dino Risi ga je odkril na plavalnem srečanju pri 12 letih in postal otroški igralec, ko je nastopil v Risijevem Il viale della speranza (1953), imenovanem "Girolamo Girotti". Igral bi kot "Mario Girotti". "Iskali so vodjo fantovske tolpe in našli so me," je kasneje povedal.
Imel je manjše vloge v Glasu tišine (1953) z Jeanom Maraisom, Premlad za ljubezen (1953) in Zgodilo se je v parku (1953), posebno dobro vlogo pa je imel v Počitnicah z gangsterjem (1953) z uvoženim zvezda, Marc Lawrence.
Bil je v Golden Vein (1954) z Märta Torén in Richardom Basehartom, The Abandoned (1955) in Folgore Division (1955).

### Vodilni človek
Girotti je imel prvo vodstvo v Guaglioneju (1956). Videli smo ga tudi v Mamma sconosciuta (1956), I vagabondi delle stelle (1956), La grande strada azzurra (1956) z Yvesom Montandom in Alido Valli ter Lazzarella (1957).
Girotti je posnel Anno iz Brooklyna (1958) z Gino Lollobrigido, Meč in križ (1958) z Yvonne de Carlo (ki igra Lazarja iz Betanije) in TV različico The Picture of Dorian Gray (1958).
Imel je podporne vloge v Il padrone delle ferriere (1959) z Virno Lisi, Juke box - Urli d'amore (1959) in Hannibal (1959) z Victorjem Maturejem in Carlom Pedersolijem, ki je kasneje postal znan kot Bud Spencer. Girotti je imel glavni vlogi v Spavaldi e innamorati (1959) in Cerasella (1959), najstniški komediji.
Vrnil se je v podporne vloge s Carthage v Flames (1960), Un militare e mezzo (1960) in The Story of Joseph and His Brothren (1961) z Geoffreyjem Hornom in Robertom Morleyjem v režiji Irvinga Rapperja.
Girotti je imel podporne vloge v Aladinovih čudesih (1961) z Donaldom O'Connorjem v režiji Henryja Levina in Maria Bave, Pecado de amor (1961), Seven Seas to Calais (1962) z Rodom Taylorjem v Najkrajši dan (1963).
Girotti si je poleg Burta Lancastra in Alaina Delona zagotovil izdatno stransko vlogo v filmskem epu Luchina Viscontija Leopard (1963), v katerem se neuspešno poskuša dvoriti hčerki Lancasterjevega lika. V tem času je tri leta študiral klasično književnost na italijanski univerzi.

### Nemčija
Leta 1964 se je vrnil v Nemčijo in tam nastopil v seriji Heimatfilme, pustolovskih in vestern filmov, ki temeljijo na romanih nemškega avtorja Karla Maya. Med njimi so Last of the Renegades (1964) z Lexom Barkerjem; trije filmi s Stewartom Grangerjem, Med Vultures (1964), The Oil Prince (1965) in Old Surehand (1965); Streli v 3/4-času (1965); Dvoboj ob sončnem zahodu (1965) s Petrom Van Eyckom; Klic gozda (1965), avstrijski film; Die Nibelungen, Teil 1 - Siegfried (1965) in Die Nibelungen, Teil 2 - Kriemhilds Rache (1967).

## Terence Hill
Girotti se je nato pojavil skupaj z Budom Spencerjem (takrat znanim kot Carlo Pedersoli) v Špageti vesternu Giuseppeja Colizzija, Bog odpušča ... jaz ne! (1967). V tistem času so igralci in ekipa v vesternih pogosto sprejemali ameriška imena, da bi dali filmu več možnosti za prodajo v neitalijansko govorečih državah; Girotti je spremenil ime v "Terence Hill". "Hill" je vzel iz imena matere svoje žene in "Terence" iz knjige o rimskih pesnikih. Film je bil velik hit – najbolj priljubljen film leta v Italiji – in ga uveljavil kot zvezdo.
Hill je sledil z musicarelom, Nori otroci vojne (1967) z Rito Pavone, nato pa je posnel vestern, Pripravite krsto! (1968) za režiserja Ferdinanda Baldija, nadaljevanje Djanga (1966) s Hillom v vlogi naredil Franco Nero v izvirniku; v njem sta igrala Horst Frank in George Eastman (in bi bil predstavljen veliko pozneje na 64. Beneškem filmskem festivalu leta 2007).
Hill je bil glavni mož v muzikalu Western Mala Rita nel West (1968), spet z Rito Pavone, nato pa se je ponovno združil s Spencerjem v Štiri Ave Maria (1968), nadaljevanju God Forgives z igralsko zasedbo, vključno z več ameriškimi igralci, kot je Eli Wallach. Hill je posnel Barbagia (Družba slabosti) (1968), biografski film o Grazianu Mesini, nato pa drugo nadaljevanje filma Bog odpušča, Hrib škornjev (1969), v katerem igrata Spencer in Woody Strode.
Hill je posnel Jeza vetra (1970), nato pa je dosegel velik uspeh s Spencerjem s komedijo Western Kličejo me Trinity (1970). Hill je posnel swashbuckler, Črni korsar (1971), v katerem je imel Spencer majhno vlogo; ponovno so se pravilno združili za nadaljevanje Trinity, Trinity je še vedno moje ime (1971). Bila je še bolj priljubljena od originala in je bila uspešno izdana v ZDA.
Hill je posnel sodobno kriminalno dramo Resnični in lažni (1972) in komedijo Western brez Spencerja, In potem so ga imenovali veličasten (1972). On in Spencer sta naredila ...Močnejši, fantje! (1972), njihov prvi newestern, čeprav je bil še vedno komični pustolovski film.

### Mednarodni filmi
Hill je v intervjujih izjavil, da je Moje ime je Nihče (1973), v katerem je igral s Henryjem Fondo, njegov osebni favorit vseh njegovih filmov. Film je nastal po ideji za Sergia Leoneja.
Hill je s Spencerjem ponovno igral v filmu ...sicer se jezimo! (1974) in Obrni drugo lice (1974), nato pa brez njega v špageti vesternu Genij, dva pajdaša, kokoš (1975). Iz Italije se je preselil v ZDA in se naselil v Stockbridgeu v Massachusettsu v Berkshireu.
Dino De Laurentiis je igral Hilla v svojem prvem angleškem filmu Gospod milijarda (1977), ki ga je za 20th Century Fox režiral Jonathan Kaplan, v katerem sta igrala Valerie Perrine in Jackie Gleason. To je bil propad na blagajni.
Potem ko se je Hill vrnil v Italijo za film Dve skoraj ploski super nogi (1977) s Spencerjem, je nato posnel še en angleški film 
Marc ali umri (1977), zgodbo francoske tuje legije v vrednosti 8 milijonov dolarjev za Lew Grade, v kateri sta igrala Gene Hackman in Catherine Deneuve. To je bilo razočaranje na blagajni.
Kljub tekočemu znanju italijanščine in angleščine so Hilla običajno sinhronizirali drugi igralci v obeh jezikih. V italijanskih različicah njegovih filmov so mu do poznih 60. let prejšnjega stoletja zagotavljali glas različni igralci, kjer ga je predvsem sinhroniziral Sergio Graziani; Glas mu je dal Pino Locchi od 1970 do 1983 in Michele Gammino od 1983 do 1996. Za angleške sinhronizacije ga je Lloyd Battista sinhroniziral v šestih filmih, vključno s trilogijo "Cat Stevens in Hutch Bessy", medtem ko ga je Roger Browne sinhroniziral v večini filmov. njegovih filmov iz zgodnjih sedemdesetih let (Kličejo me Trinity do Genij, dva pajdaša, kokoš); od Gospod milijarda naprej je Hill poimenoval svoj angleški glas.
Hill in Spencer sta igrala v filmih Sodo in nenavadno (1978), Jaz sem s povodnimi konji (1979),Tko najde prijatelja, najde bogatstvo (1981) in Rojen s srajco (1983). Brez Spencerja je Hill posnel Org (1979), ki ga je tudi produciral, in Super bolj policist (1980).

### Direktorja
Hill je posnel Don Camillo (film) (1984), ki ga je tudi produciral in režiral. Skupil se je s Spencerjem v filmih Ni dveh brez štirih (1984) in Policajci iz Mijamije (1985), nato pa v Kličejo me Renegade (1987), ki temelji na zgodbi Hilla.

## Televizija
Hill je postal režiser filma Lucky Luke (1991), v katerem je igral in posneto v Združenih državah; pripeljala je do istoimenske TV serije.
S Spencerjem se je še zadnjič srečal v filmu Božični sod (1994), ki ga je Hill tudi režiral. Naredil je Virtualna moč (1997) z Marvelous Marvin Hagler. 
Leta 2000 je dobil glavno vlogo v italijanski televizijski seriji Don Matteo (2000 – danes), o navdihujočem župniku, ki pomaga karabinjerjem pri reševanju zločinov, ki so lokalni v njegovi skupnosti. Ta vloga je Hillu prinesla mednarodno nagrado "Izjemni igralec leta" na 42. televizijskem festivalu v Monte Carlu, poleg tistih za serijo in producentu Alessandru Jacchii na tem festivalu.
Med predvajanjem serije je nastopil v TV filmih L'uomo che sognava con le aquile (2009), Riding the Dark (2009), Doc West (2009) in Triggerman (2009); zadnji dve je sorežiral.
Poleti 2010 je Hill posnel še eno italijansko televizijsko serijo za italijansko državno televizijo Rai Uno, tokrat z naslovom En korak od nebes, kjer je igral lokalnega vodjo državnih gozdarjev v pokrajini Južna Tirolska, z drugo sezono, posneto leta 2012.
19. aprila 2018 je režiral My Name Is Thomas, v kateri je tudi nastopil. Istega leta je izšla co-op beat 'em up videoigra Bud Spencer & Terence Hill: Slaps and Beans.

## Osebno življenje
Hill je poročen z Lori Hill (rojena Zwicklbauer). Ima dva sinova, Jessa (rojen 1969) in Rossa (1973–1990). Ross je umrl v prometni nesreči v Stockbridgeu v Massachusettsu leta 1990, medtem ko se je Terence pripravljal na snemanje filma Lucky Luke (1991) na ranču Bonanza Creek blizu Santa Feja v Novi Mehiki.

## Filmografija

### Kino

#### Kot Mario Girotti
- Vacanze col gangster (1951)
- La voce del silenzio (1953)
- L'età dell'amore (1953)
- Villa Borghese (1953)
- Divisione Folgore (1954)
- La vena d'oro (1955)
- Gli sbandati (1955)
- Mamma sconosciuta (1956)
- I vagabondi delle stelle (1956)
- Guaglione (1956)
- La grande strada azzurra (1957)
- Lazzarella (1957)
- Ano iz Brooklyna (1958)
- La spada e la crocea (1958)
- Il padrone delle ferriere (1959)
- Spavaldi e innamorati (1959)
- Carthage v Flames (1959)
- Juke box - Urli d'amore (1959)
- Cerasella (1959)
- Hannibal (1959)
- Un militare e mezzo (1960)
- Giuseppe venduto dai fratelli (1961)
- Aladinovih čudesih (1961)
- Il dominatore dei 7 mari (1962)
- Il mio amore è scritto sul vento (1962)
- Najkrajši dan (1963)
- Leopard (1963)
- Giorni di fuoco (1964)
- Là dove scende il sole (1965)
- Operazione terzo uomo (1965)
- Sparate a vista su Killer Kid (1965)
- Surehand - Mano veloce (1965)
- Danza di guerra per Ringo (1965)
- Io non protesto, io amo (1966)
- I Nibelunghi - Sigfrido (1966)
- I Nibelunghi - La vendetta di Crimilde (1967)
- Little Rita nel West (1967)
- La feldmarescialla - Rita fugge... lui corre... egli scappa (1967)

#### Kot Terence Hill
- Veličastni emigrant (1965)
- Bog odpušča ... jaz ne! (1967)
- Pripravite krsto! (1968)
- Štiri Ave Maria (1968)
- Barbagia (Družba slabosti) (1968)
- Hrib škornjev (1969)
- Jeza vetra (1970)
- Kličejo me Trinity (1970)
- Črni korsar (1971)
- Trinity je še vedno moje ime (1971)
- Resnični in lažni (1972)
- In potem so ga imenovali veličasten (1972)
- ...Močnejši, fantje! (1972)
- Moje ime je Nihče (1973)
- ...sicer se jezimo! (1974)
- Obrni drugo lice (1974)
- Genij, dva pajdaša, kokoš (1975)
- Gospod milijarda (1977)
- Dve skoraj ploski super nogi (1977)
- La bandera - marč ali umri (1977)
- Sodo in nenavadno (1978)
- Org (1979)
- Jaz sem s povodnimi konji (1979)
- Super bolj policist (1980)
- Tko najde prijatelja, najde bogatstvo (1981)
- Rojen s srajco (1983)
- Don Camillo (1983)
- Ni dveh brez štirih (1984)
- Policajci iz Mijamije (1985)
- Kličejo me Renegade (1987)
- Lucky Luke (1991)
- Božični sod (1994)
- Virtualna moč (1997)
- My Name Is Thomas (2018)

### Televizija
- Lucky Luke (1992)
- Don Matteo (2000-2021)
- Človek, ki je sanjal z orli (2006)
- Človek, ki je vozil v temi (2009)
- Doc West (2009)
- Doc West - Izziv (2009)
- En korak od nebes (2011-2015)

### Gledališče
- Il novelliere. La New York di O. Henry od Daniele D'Anza (1960) - Gledališče v živo za TV
- Il novelliere. Il salotto di Oscar Wilde od Daniele D'Anza (1960) - Gledališče v živo za TV
- Come Bud Spencer & Terence Hill – videoklip od Controtempo (2010)
- Senza pensieri - Fabio Rovazzi (2019)